# Vandenberg Air Force Base
Vandenberg Air Force Base er det amerikanske militærs rumhavn på vestkysten. Basen er beliggende i Santa Barbara County i Californien. Udover opsendelse af satellitter foretages der også test af interkontinentale ballistiske missiler ud over Stillehavet. På grund af basens placering er den kun egnet til at opsende satellitter til polare omløbsbaner. Danmarks Ørsted-satellit blev opsendt herfra i 1999.
Basen blev oprettet i 1941 og fungerede som træningscenter under 2. verdenskrig og Koreakrigen. Basen overgik til luftvåbnet i 1957, hvorefter den fik sin nuværende funktion. Det var egentlig meningen af rumfærgerne også skulle have haft Vandenberg som opsendelsessted, men det blev droppet efter Challenger-ulykken i 1986.